# Adam Scot
Adam Scott est né en 1127 ou 1140, religieux prémontré de l’abbaye de Dryburgh. D'abord prédicateur prolixe, il obtint son transfert chez les Chartreux. Il mourut en 1212.

## Œuvres
- De tripertito tabernaculo
- De quadripertito exercitio cellae